# Карагайлинское месторождение свинца и барита
Карагайли́нское месторождение свинца и барита находится на юго-востоке г. Каркаралы Карагандинской области. Разрабатывается Карагайлинским горно-обогатительным комбинатом корпорации «Казахмыс».
Открыто в 50—60 гг. 19 в. Месторождение исследовали М. П. Русаков, М. П. Ваганов, Ж.Айталиев и др. На месторождении выделено 5 участков, различающихся составом руд. На Главном, Дальнем и Южном — руды баритово-полиметаллические, полиметаллические, на 4-м, Марининском, участке — руды полиметаллическо-редкоземельные, на 5-м, Максимовском — железо-марганцевые руды. Промышленное значимые — руды первых трех участков. Главный участок охватывает линзы Малых и Больших руд. Небольшим по состоянию резерва является Южный участок. Рудоносная площадь состоит из осадочных пород, относящихся к девонскому периоду; в зависимости от состава они делятся на нижние и верхние пласты. Месторождение расположено в тектонической зоне Карагайлинской синклинали, растянувшейся на северо-запад. Расчленено различными разломами. Рудные тела лежат гармонично с горными породами с резким уклоном (60—85°) соответствующим крылам синклинали. Форма рудных тел похожа на линзу и пласт. Длина доходит до 990 м, ширина превышает 500 м, толщина до 130 м. Объем свинца и цинка на Главном участке 1,36—1,67 %, Дальнем участке — 0,95—1,25 %, Южном — 0,81—2,04 %. В составе руды встречаются медь, серебро и золото. Руда богата баритом, его объем на Главном участке 42,53 %, на Дальнем участке — 13,81 %. Резерв Главного участка уже иссяк. Запасы руд Южного и Дальнего участков соответствуют мелко-среднему месторождению.